# Amauroascus aureus
Amauroascus aureus är en svampart som först beskrevs av Eidam, och fick sitt nu gällande namn av Arx 1971. Amauroascus aureus ingår i släktet Amauroascus och familjen Onygenaceae.  Arten är reproducerande i Sverige. Inga underarter finns listade i Catalogue of Life.